# Christian Noel Emmanuel
Christian Noel Emmanuel (Trincomalee, 25 de dezembro de 1960) é um clérigo católico romano do Sri Lanka e bispo de Triquinimale.

## Biografia
Christian Noel Emmanuel, após concluir o ensino médio, ingressou no Seminário Menor de São José. De 1978 a 1981, estudou filosofia no Seminário Nacional de Kandy. De 1981 a 1982, completou um ano de trabalho pastoral (regência). Em 1983, ingressou no Seminário Maior de São Paulo, em Tiruchchirappalli, Índia, onde, em 1986, concluiu seus estudos teológicos. Foi ordenado diácono em 12 de março de 1985 e incardinado na então Diocese de Trincomalee-Batticaloa. Foi ordenado sacerdote em 21 de maio de 1986, na Catedral de Trincomalee. Em ambas as ocasiões, recebeu a ordem por Joseph Kingsley Swampillai, Bispo de Trincomalee-Batticaloa.
Após a ordenação, ocupou os seguintes cargos: 1986-1988: Pároco Assistente na Igreja Co-Catedral de Batticaloa; 1988-1989: Pároco da Igreja de Iruthayapuram, Batticaloa; 1989-1993: Pároco da Igreja de Nossa Senhora da Boa Saúde, Akkaraipattu; 1993-1999: Diretor do Apostolado Catequético, Bíblico e Litúrgico, Batticaloa; 1999-2001: Estudos superiores na Pontifícia Universidade Urbaniana, em Roma, residindo no Internato Eclesiástico Leoniano; 2001-2011: Professor no Seminário Nacional de Kandy; desde 2011: Vigário Episcopal da diocese; desde 2012: Tesoureiro Geral da diocese.
Em 3 de junho de 2015, o Papa Francisco nomeou-o Bispo de Triquinimale. Ele foi ordenado bispo por seu antecessor Joseph Kingsley Swampillai em 25 de julho do mesmo ano. Os co-consagradores foram o Bispo de Batticaloa, Joseph Ponniah, e o Bispo de Galle, Raymond Wickramasinghe.